# 阿座上庄蔵
阿座上 庄蔵（あざがみ しょうぞう、1846年（弘化3年） - 1864年8月20日（元治元年7月19日））は、日本の幕末の長州藩士。名は正光。字は孝徳。通称は正蔵、荘蔵。

## 経歴
弘化3年（1846年）生まれ。安政4年（1857年）より松下村塾で吉田松陰に学ぶ。文久3年（1863年）の下関戦争の際には壬戌丸に乗船しており、後に荻野隊に入隊。禁門の変では国司信濃に従う。中立売御門に侵攻するが、重傷を負って自害した。享年19。